# DarkOrbit
DarkOrbit este un joc online de multiplayer masiv făcut de Bigpoint. Jocul a fost dat în folosință pe 18 iulie 2011.

## Țări
Momentan sunt disponibile limbile a 28 de țări:
| - Germania - Statele Unite - Rusia - Finlanda - Portugalia - Republica Cehă - România - Ungaria - Venezuela - Peru | - Regatul Unit - Spania - Italia - Polonia - Țările de Jos - Slovacia - Grecia - Mexic - Chile | - Franța - Suedia - Turcia - Danemarca - Norvegia - Brazilia (portugheză) - Bulgaria - Columbia - Argentina |

## Înregistrații
În august 2011 erau înregistrați aproximativ 60 300 000 de jucători, iar în mai 2013 aproximativ 81 900 000.